# Orophea tonkinense
Orophea tonkinense är en kirimojaväxtart som beskrevs av Achille Eugène Finet och François Gagnepain. Orophea tonkinense ingår i släktet Orophea och familjen kirimojaväxter. Inga underarter finns listade i Catalogue of Life.